# 十二只猴子
《十二只猴子》（英語：12 Monkeys），是1995年的一部美国科幻电影，由泰利·基咸執導，故事創作靈感來自1962年克里斯·馬克的經典法國短片《堤》（La Jetée）。這是一部關於時間旅行、記憶和夢、病毒與世界末日的科幻電影。

## 剧情
影片描述在1996年時人類被致命病毒侵袭，直到2035年地球上只有在地底存活下来少数的人类。科学家们为了追查当年病毒扩散的原因，让囚犯詹姆斯·科尔（James Cole，布斯·韋利士飾演）作为志愿者透过时间旅行回到1996年去调查，線索是該年一則提及「12猴子军團」的電話留言錄音，并设法阻止事件的发生。
第一次传送出现错误，科尔被送到1990年的巴尔的摩。因为他向人们描述6年后将有50亿人口死于一场病毒灾难，而被精神病医生凯瑟琳·雷莉诊断为精神分裂和妄想症，并送入了精神病院。幸好科学家们将他传送回了2035年。随后，科学家们又一次将他传送回1996年，科尔发现病毒的发源地是在费城。他挾持了凯瑟琳開車送他到费城，并找到了12猴子军團。起初，凯瑟琳不相信他的话，但是随着一些事件的发生，她逐渐相信並愛上科尔，并决心帮助他挽救人类的命运。
他们发现12猴子军團原来是个动物解放运动协会，它的组织者是六年前科尔在精神病院的病友杰弗里（Jefferey Goines，畢·彼特飾演），杰弗里之父為著名的病毒专家科兰德。科尔一度以為是自己當年在精神病院中關於病毒襲擊的談話啟發了杰弗里毀滅世界的靈感，凯瑟琳也偶然間留下一段電話留言警告12猴子军團的可能威脅（這就是前述被未來科學家反覆研究的線索）。
然而，後來杰弗里及其12猴子军團成員的大行動其實只是將科兰德捆送動物園囚禁以抗議其動物活體實驗，並释放关在动物园的动物任牠們在費城四處遊蕩。當科尔发现那场致命的病毒根本与12猴子军團无关後，他和凯瑟琳决定不再理会，並打算飛離費城享受平淡美好的生活。在機場兩人却发现科兰德博士的助手皮特斯才是世界末日的罪魁祸首，當時他正準備運送病毒到最早爆發疫情的幾個城市。科尔急忙用電話留言，2035年的援軍馬上趕到。科尔正准备开枪阻止皮特斯时，却被赶到的警察当场击毙，科尔临死时，幼年的科尔正好经过此处，老科尔才发现自己被杀的这一幕原来就是自己经常在梦中梦到的场景。皮特斯成功登上飛機，但飛機上坐在他身邊的正是2035年的科學家之一瓊斯，留下一個帶有懸念的結局。

## 演員
- 布斯·韋利士 飾 詹姆斯·科尔（James Cole）
  - 约瑟夫·梅利托（Joseph Melito） 飾 年輕詹姆斯
- 麥德琳·史道威 飾 凯瑟琳·莱利（Kathryn Railly）
- 畢·彼特 飾 杰弗里·戈尼斯（Jeffrey Goines）
- 基斯杜化·龐馬 飾 戈尼斯医生（Dr. Goines）
- 大衛·摩斯 飾 彼得斯医生（Dr. Peters）
- 喬·塞達 飾 何塞（Jose）
- 克里斯托弗·米洛尼 飾 哈珀林中尉（Lt. Halperin）
- 弗蘭克·喬辛（英语：Frank Gorshin） 飾 弗莱彻医生（Dr. Fletcher）
- 弗农·坎贝尔（英语：Vernon Campbell） 飾 泰尼（Tiny）
- 麗莎·蓋伊·漢密爾頓（英语：Lisa Gay Hamilton） 飾 泰迪（Teddy）
- 鲍勃·阿德里安（Bob Adrian）飾 地质学家
- 西蒙·瓊斯 飾 动物学家
- 卡罗尔·弗洛伦斯（英语：卡罗尔·弗洛伦斯） 飾 天体物理学家/琼斯（Jones）
- 比爾·雷蒙德（英语：Bill Raymond） 飾 微生物学家
- 安妮·高登（英语：Annie Golden） 飾 女出租车司机
- 托馬斯·羅伊（英语：Thomas Roy） 飾 街頭傳教士

## 製作

### 开发

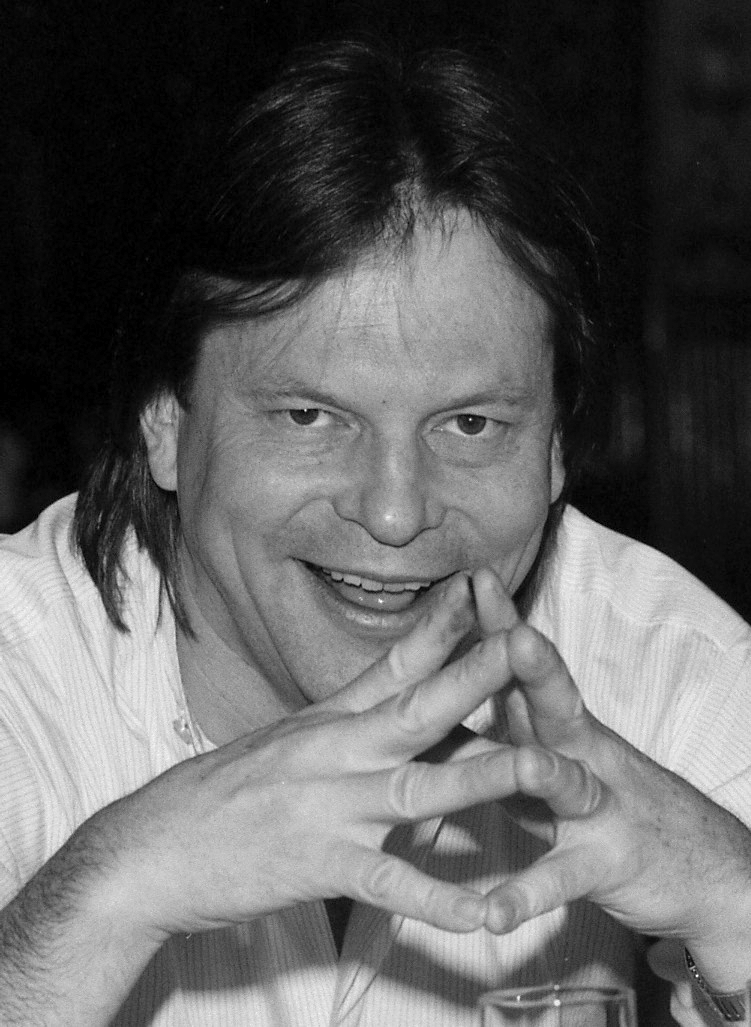
导演特里·吉列姆。

执行制片人罗伯特·科斯伯格（Robert Kosberg）是法国短片《堤》的影迷，他认为这部片子有着改编成科幻长篇电影的完美底子，于是说服该片导演克里斯·马克向环球影业推销这个计划。环球勉强同意购买影片的改编权，聘请大卫·普斯和珍妮特·普斯创作剧本。制片人查爾斯·羅文选择特里·吉列姆出任导演，考虑到他的作品风格非常符合《十二只猴子》的非线性剧情及时间旅行母题。吉列姆放弃创作经典小说《双城记》的改编电影，签下了这部电影，这是吉列姆第二部未参与编剧的电影。他虽然倾向于用自己写的剧本导演这部电影，但皮普斯的剧本深深吸引住他，认为对方的剧本“有趣且聪明”，剧情“令人感到惊讶”，“讲的是时间、疯狂及对世界真假面目的认知，在一个分崩离析的世界中，研究疯狂与梦幻、死亡与重生。”
环球花了比预想要多的时间，来通过《十二只猴子》，尽管吉列姆已有威尔斯和皮特两位巨星，以及2950万美元的制片预算（对于这样一部好莱坞科幻电影来说有点少）。环球1995年的电影《未来水世界》曾多次出现成本超支。为了让《十二只猴子》获得批准，吉列姆让威尔斯降低通常的要价。受惠于环球严格的制片激励措施，以及曾参与《妙想天开》的经历，吉列姆获得终剪特权。美国编剧工会对影片将《堤》和克里斯·马克列为“改编自”对象表示怀疑。

### 选角
吉列姆最初选择尼克·诺尔蒂扮演詹姆斯·科尔，选择杰夫·布里吉斯扮演杰弗里·戈尼斯，但被环球否决。吉列姆在为杰夫·布里吉斯选择《奇幻城市》（1991）中的角色时，首次遇到布鲁斯·威利斯，他认为威利斯能展现科尔的性格特征，即“强势、威胁，但也很脆弱”。吉列姆对麥德琳·史道威在《战悚目击者》（1994）中的表演印象深刻，选择她扮演凯瑟琳·莱利医生，她之前参与被放弃的《双城记》改编电影的选角工作，那是吉列姆第一次认识她。吉列姆说她“非常空灵美丽，很聪明”，“这两件事在她身上很容易体现，电影要变得浪漫化，必须具备那些元素。”
一开始，吉列姆认为皮特不适合杰弗里·戈尼斯这个角色，但选角导演说服他选择皮特。皮特那时还是个名不见经传的小演员，他的片酬比较低。《十二只猴子》上映的时候，《夜访吸血鬼》（1994）、《燃情岁月》（1994）和《七宗罪》等佳片接连上映，让参演的皮特成为A咖演员。开拍前数月，皮特在天普大學医院待了几个礼拜，参观研究该院的精神病院，为角色做准备。

### 摄制

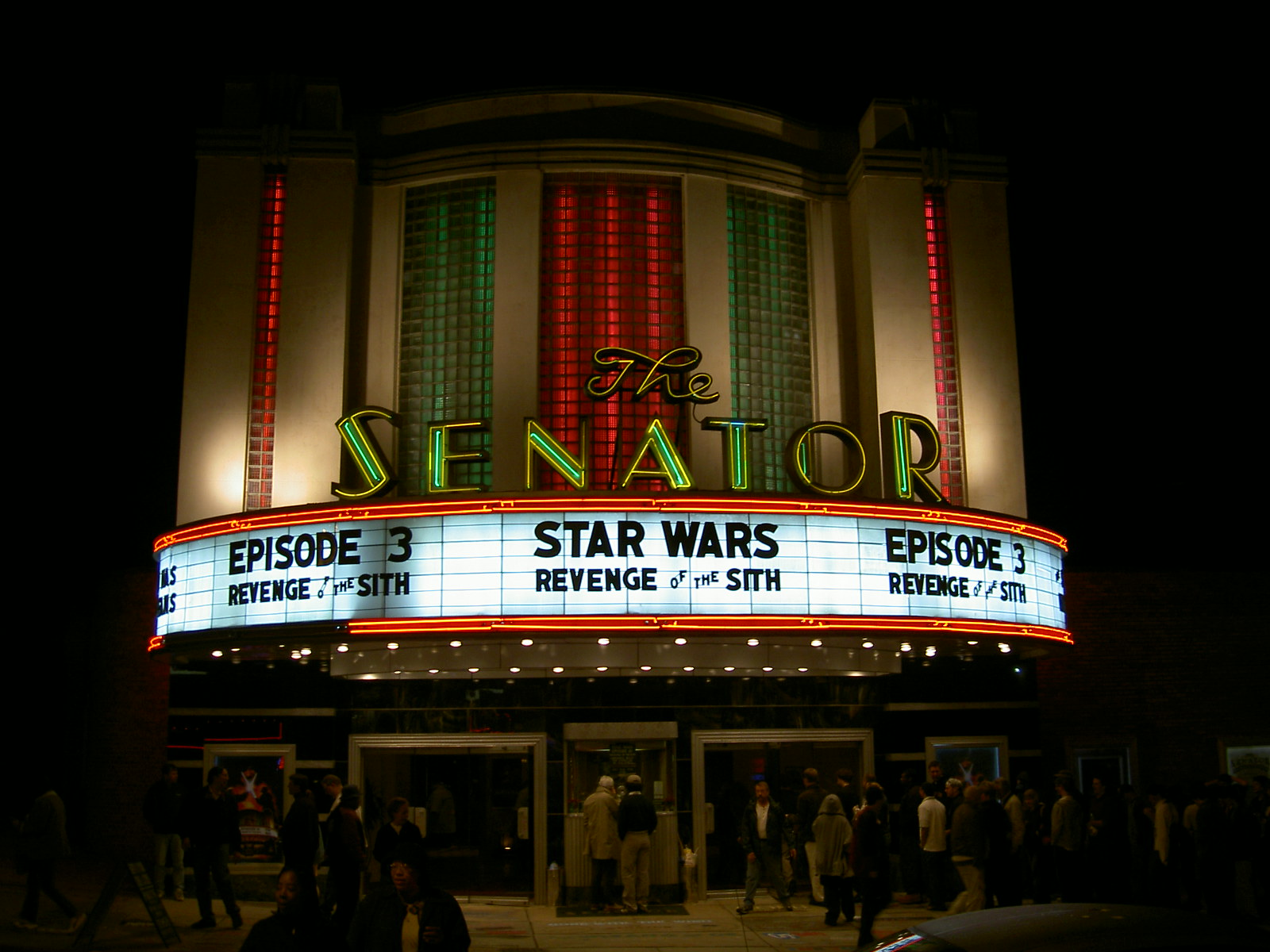
影片取景地参议员剧场。

主体拍摄于1995年2月8日到5月6日进行，其中冬季在费城和巴尔的摩（包括参议员剧场）的拍摄遭遇天气问题的挑战，片场的科幻道具出现故障。由于电影采用非线性剧情线，现场错误频发，部分戏份需要重拍。吉列姆骑马时受伤。状况频发之下，导演仍将成本控制在预算之内，而他的拍摄日程表只剩下一个礼拜。美术指导杰弗里·比克罗夫特（Jeffrey Beecroft）承认拍戏过程很艰辛：“钱和时间都不够。特里是个完美主义者，但他也很坚持不超出预算。《终极天将》给他造成了很大的心理阴影，至于还困扰着他。”
制片方不需要剧组采用奢华的片场系统，所以他们要去找废弃的建筑或地标。机场的高空外景镜头在巴尔的摩/华盛顿瑟古德·马歇尔国际机场拍摄，内景则取材于宾夕法尼亚州会展中心（前身为里德航站楼）。精神病院的镜头在东州教养所和吉拉德学院拍摄。其他镜头取景于新泽西州肯顿的放弃汽车旅馆。

### 设计
吉列姆在布景及摄影方面延续《妙想天开》的制作风格，特别采用了菲涅耳透鏡。科学家审问科尔的审讯室，外观出自莱比乌斯·伍兹的作品。这些审讯戏份在三家发电厂拍摄，其中两家在费城，一家在巴尔的摩。吉列姆用多个电视屏幕展现科尔被审讯的画面，制造“科技手段干预的噩梦效果”。他表示：“这些屏幕上的面孔出现在你面前，但真实面目及声音被掩藏起来，你只听到一些细微的声音。我认为，我们就活在这样的世界中，用新近的通讯工具，装作与别人沟通，但实际上却不是这样。”
艺术部门坚持2035年的地下世界只用1996年前的的科技，展现未来世界的凄凉一面。吉列姆、比克罗夫特和克里斯皮安·萨里斯到跳蚤市场和二手品仓库四处搜刮用来布景的材料。视觉特效场景多由伦敦工作室Peerless Camera打造，该工作室由吉列姆和视觉特效总监肯特·休斯敦（Kent Houston）共同打造。其他数字合成工作则由The Mill负责，Cinesite提供胶片扫描服务。
《纽约时报》的珍妮特·马斯林（Janet Maslin）认为：“《十二只猴子》呈现吉列姆先生最为喜欢的垃圾堆美学，所以影片中没有一件东西是圆滑、简单明了的，除了时间旅行装置。”

### 音乐
影片配乐由英国音乐人保罗·巴克马斯特创作。主题曲改编自阿根廷探戈音乐人阿斯托尔·皮亚佐拉的《埃斯特角城组曲》。

## 主題

### 记忆、时间与科技
《十二只猴子》探讨了记忆的主观性质及其对现实认知的影响。科尔每次做梦的时候，对机场枪击案的回忆都有所不同，以及精神病院一位拥有虚假记忆、“精神分裂”的男子，体现出影片对虚假记忆的展现。
对时间、时间旅行和猴子的指涉贯穿整部影片，包括酒店客房电视播放的啄木鸟伍迪卡通片《时间隧道》（"Time Tunnel"）、精神病院电视播放的馬克思兄弟电影《胡鬧》，以及猴子这个母题（毒品测试、新闻报道及动物权益）。影片也探讨在科技的干涉下，人们在现代文明中不断下降的交流能力。

### 影射其他影视作品
影片受法国短片《堤》的启发。《堤》中的角色都被各自死亡时的画面困扰。和短片一样，影片也提到了亞弗列·希治閣的《迷魂記》。影片临近结束，科尔和莱莉藏进一家全天候播放希区柯克电影的剧院，观看《迷魂记》和《群鸟》。之后莱莉用一顶金色的假发改造形象，类似《迷魂记》的朱迪把自己打扮成金发女郎玛德琳；科尔看到她出现在红光中，对照《迷魂记》中斯科蒂看朱迪出现在绿光中。伯纳德·赫尔曼给《迷魂记》创作的配乐，有一部分可在影片中听到。莱莉穿的衣服，和诺瓦克在《迷魂记》第一部分中的大衣同款。《迷魂记》穆尔国家纪念森林的戏份中，打扮成玛德琳的朱迪看着红木被砍后露出的年轮，回想着自己的过去，这一幕在影片中对应了更大的主题：科尔和莱利后来有类似的交谈，《迷魂记》中对应的配乐重复响起。而《堤》也重演了《迷魂记》穆尔森林的戏份。在影片之前的场景中，科尔在医院病床醒来，科学家们用合唱的形式和他交谈，这一幕直接致敬了丹尼斯·波特电视剧《歌唱神探》的“Dry Bones”场景。
詹姆斯·科尔在片中是很明显的耶稣般的形象。影片被视为科幻黑色电影，但也隐喻了其他“正统黑色”电影。

## 發行

### 票房
影片于1995年12月29日在美国有限上映，1996年1月5日在全国1629家剧院大规模上映，首周末票房1384万美元。影片美国最终票房为5710万美元，海外最终票房1.117亿美元，共计1.688亿美元。影片于1月连续两周占领票房榜首位，之后被《杀出个黎明》、《霍兰先生的乐章》和《黑羊》超越。

### 专业评价
影片在烂番茄收获74条评论、88%的新鲜度、平均得分7.60/10。网站共识写道：“剧情有点混乱，但出色的表演及令人驚奇的剧情转折，让《十二只猴子》成为一场古怪、征服人心的体验。”Metacritic根据20条评论，打出74/100的平均分，表示“普遍好评”。影院评分观众票选平均分为“B”（评级为A+到F）。
罗杰·伊伯特认为影片对未来的描绘，类似于《银翼杀手》（1982，同样由大卫·普斯编剧）及《妙想天开》（1985，也是由特里·吉列姆导演）。他指，影片观感不佳，仿佛是在庆祝疯狂与厄运，其中主角试着对付周围的混乱局面。他又表示：“这部片子的视觉冷淡、暗黑、潮湿，就连威利斯和史道威之间的感情，让人觉得绝望多过欢乐。这些方面展现的不错，超出你电影（尤其是科技类型）的认识越广，就会越欣赏这部电影。至于娱乐方面，影片带出的思想上的影响，多过感官上的体验。”
《华盛顿邮报》的德森·汤姆森称赞影片的艺术指导及场景设计：“威利斯和皮特的表演、吉列姆塑造的气氛和令人振奋的气势轻松掩盖剧本的小瑕疵。”《滚石》的彼得·崔維斯将影片的成功归功于吉列姆的导演和威利斯的表演。网络影评人詹姆斯·贝拉迪内利认为剧组对时间旅行这个谜题，有聪明且具创造力的动机。詹姆斯·科尔没有直接被送到过去，而是对过去进行调查，从而打造更好的未来。《時代雜誌》的理查德·科利斯认为片中的时间旅行概念，及对未来的暗黑末日式描绘是陳腔濫調：“混乱、大屠杀和园中动物的疯狂混蛋，将《十二只猴子》打造成成人版《逃出魔幻紀》。”

### 奖项
布拉德·皮特获提名奥斯卡最佳男配角奖，但惜败于出演《普通嫌疑犯》的凱文·斯貝西。服装设计朱莉·韦斯也获提名，被输给了《乱世情缘》的朱莉·魏斯。不过，皮特赢得了金球獎最佳電影男配角。特里·吉列姆在第46屆柏林影展获表彰。
影片也在科幻社群中获得不俗的反响，获提名雨果奖最佳戏剧表演奖，赢得第22届土星奖最佳科幻電影奖（皮特和威利斯也在典礼中获奖）。吉列姆、威利斯、史道威和编剧大卫和珍妮特·皮普斯也获提名。

### 家用媒体
环球影业于1997年1月28日发行了影片的录影带。1997年2月18日，“签名收藏版”镭射光碟发布，收录导演吉列姆和制片人罗文的音频评论、幕后花絮《The Hamster Factor and Other Tales of Twelve Monkeys》、片场草图及剧组留言。收藏版DVD于1998年3月31日发行，附加内容与镭射光碟相同。特别版DVD于2005年5月10日发行，包含影片的高清重制版及同样的附加内容。HD DVD于2008年3月4日发行，蓝光光碟于2009年7月28日发行。Arrow Films于2018年10月15日发行新版蓝光碟，收录影片的4K全新重制版、原版附送内容、1996年特里·吉列姆访谈及对吉列姆专家伊恩·克里斯蒂（Ian Christie） 的专访。

## 后续

### 官司
影片开头，科尔被带进审讯室，按要求坐在绑在墙上的垂直铁轨的椅子上。一块由金属衔铁制成的球体悬挂在他的面前，在调查官探询他时探查他的弱点。 建筑师莱比乌斯·伍兹认为该装置类似于他的作品“新机械塔（上部）室”，被环球未经允许使用。伍德赢得了这场官司，环球需要删除相关戏份，但环球后来给伍德支付了六位数的高额和解金，戏份得以保留。

### 三部曲传闻
2013年《明日定律》上映后，传言指吉列姆计划将影片打造成三部曲，其中2013年《卫报》的一篇评论认为《明日定律》与《妙想天开》和《十二只猴子》形成三部曲。不过吉列姆于2014年IndieWire的采访中表示：“好吧，有趣的是，我从来没说过三部曲的事情，但这个说法已经被重复了很多次，所以很明显这是真的。我不知道是谁起的头，但开始了就停不下来了。”

### 改编电视剧

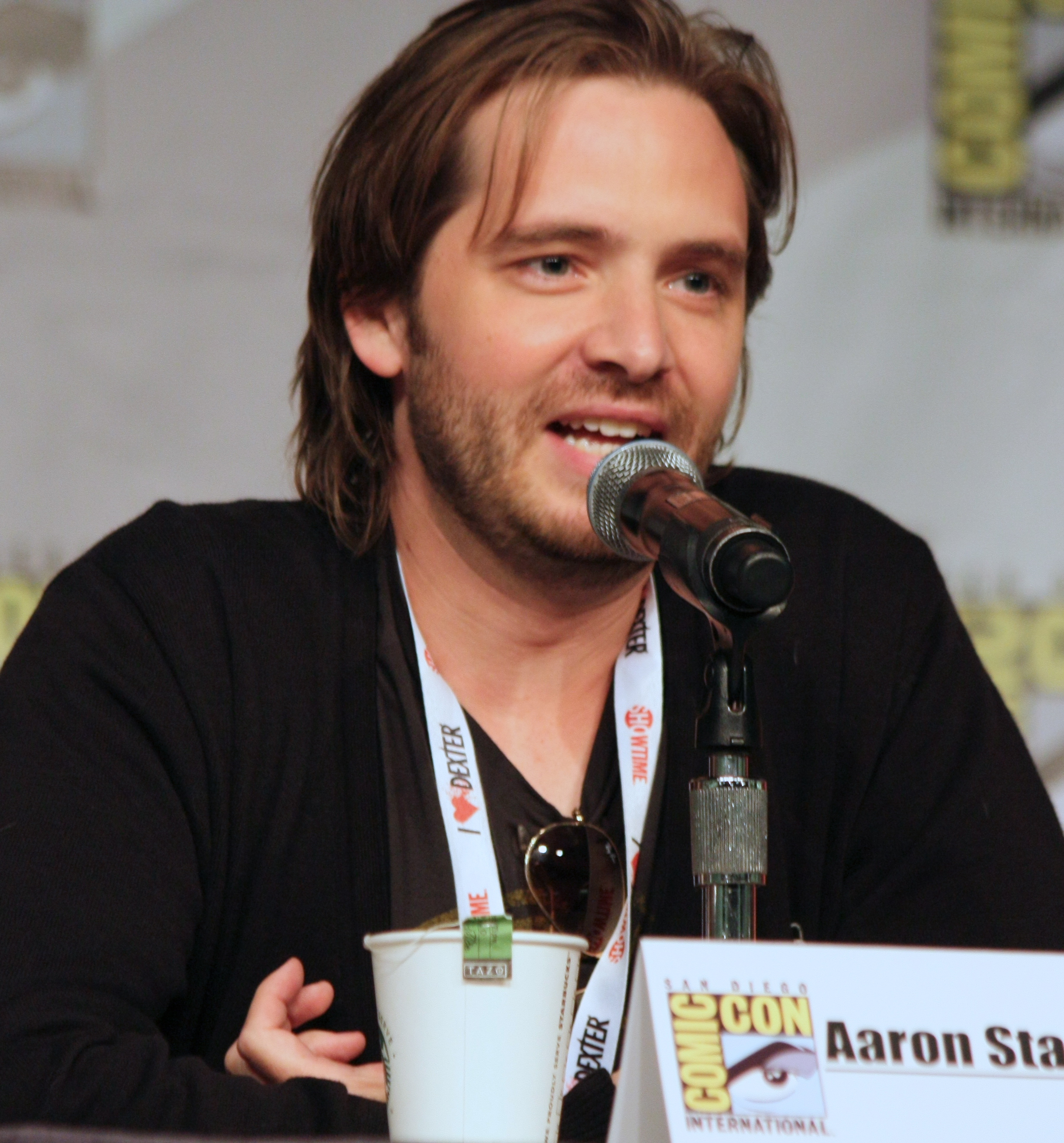
演員阿隆·史丹佛在電視劇版本中飾演James Cole

2013年8月26日，《娱乐周刊》宣布Syfy正在开发剧版《十二只猴子》。制作工作于2013年11月开始，试播集由《史前新纪元》的特里·马塔拉斯和特拉维斯·菲基特（Travis Fickett）编剧。由于演出阵容存在变动，制作工作直到科尔和戈尼斯两个角色的人选确定才继续进行。2014年4月，Syfy为第一季开绿灯。该季共13集，包括2013年拍摄的试播集，定于2015年1月16日首播。2015年3月12日，第二季续订，2016年4月开播。2016年6月29日，第三继续订，共10集，预计2017年开播，结果该季意外连续三晚播毕。第四季和最终季于2017年3月16日宣布，11集的第四季于2018年6月15日到7月6日连续四个礼拜播出。